# Toma de la Torre Viasa
La Toma de la Torre Viasa tuvo lugar el 12 de noviembre de 2018 en Caracas, Venezuela, cuando efectivos de la Policía Nacional Bolivariana entraron en la Torre Viasa.

## Motivos
La antigua torre Viasa, ubicada detrás de la plaza Morelos en Bellas Artes, Caracas, se encuentra "invadida" desde 2006. El gobierno ha afirmado en repetidas ocasiones que las familias alojadas en la torre serían reubicadas, pero para 2018 dicho plan no había sido llevado a cabo. El motivo oficial de la toma de la torre era desmantelar una banda delictiva que operaba en la zona. Sin embargo, medios de comunicación reportaron que el operativo pudo haber sido realizado como respuesta al robo e intento de homicidio de un funcionario del Cuerpo de Investigaciones Científicas, Penales y Criminalísticas (CICPC).

## Toma
Los funcionarios policiales se desplegaron por los alrededores de la torre desde alrededor del mediodía. Entre nueve y catorce personas fueron dadas de baja en un presunto enfrentamiento. Según algunos testigos, los funcionarios policiales entraron al lugar sin mediar palabras; denunciaron que los policías agredieron y bajaron a golpes a los inquilinos del piso 14, incluyendo a mujeres embarazadas, además de robar laptops, computadoras, prendas de ropa, objetos de valor, dinero en efectivo y una gran cantidad de tostones. El funcionario herido fue el oficial agregado José Antonio Canales Alemán, quien recibió un disparo en la cara y le quitaron su arma de reglamento. Fue llevado al Hospital Vargas y luego a una clínica; más tarde su estado se encontraba estable. Los familiares de los fallecidos denunciaron en la morgue de Bello Monte que las personas muertas durante la toma fueron seleccionadas previamente, llevadas al piso 11 y ajusticiadas.